# Buddha Park
Buddha Park eller Wat Xieng Khuan (Lao: ວັດຊຽງຄວນ, Thai: วัดเซียงควน) er en park med religiøse statuer ca. 25 km. fra Vientiane, Laos. Parken blev bygget af Luang Pu Bunleua Sulilat og hans disciple i 1950'erne. Munken prædikede en blanding af buddhisme og hinduisme hvorfor der både kan findes meget store Buddhastatuer og statuer fra hinduismens verden.